# Santrokofi
Le santrokofi, aussi appelé selee, est une langue kwa parlée au Ghana.

## Écriture
Le Ghana Institute of Linguistics, Literacy and Bible Translation (en) (GILLBT) a développé un alphabet pour la traduction de la Bible en santrokofi.
| A | B | D | E | Ɛ | F | G | H | I | K | L | M | N | O | Ɔ | P | R | S | T | U | W | Y | Kp | Ky | Ny |
| a | b | d | e | ɛ | f | g | h | i | k | l | m | n | o | ɔ | p | r | s | t | u | w | y | kp | ky | ny |